# Közép-európai nyári idő
| kék        | Nyugat-európai idő (UTC+0) Nyugat-európai nyári idő (UTC+1) |
| világoskék | Nyugat-európai idő (UTC+0)                                  |
| vörös      | Közép-európai idő (UTC+1) Közép-európai nyári idő (UTC+2)   |
| arany      | Kelet-európai idő (UTC+2) Kelet-európai nyári idő (UTC+3)   |
| sárga      | Kalinyingrádi idő (UTC+2)                                   |
| zöld       | Moszkvai idő (UTC+3)                                        |

Közép-európai nyári idő (angolul Central European Summer Time, CEST) annak az időzónának az egyik neve, amely 2 órával jár az egyezményes koordinált világidő (UTC) előtt, vagyis CEST = UTC+2. Ezt a nyári időszámítás esetén Európa legnagyobb részében, illetve néhány észak-afrikai országban használják. Télen a közép-európai időt (CET) használják.

## Használatának bevezetése
- Albánia 1974
- Andorra 1985
- Ausztria 1980
- Belgium 1980
- Bosznia-Hercegovina 1983
- Csehország 1979
- Dánia 1980
- Észak-Macedónia 1983 (eleinte Macedónia néven)
- Franciaország 1976
- Gibraltár 1982
- Hollandia 1977
- Horvátország 1983
- Liechtenstein
- Lengyelország 1977
- Luxemburg 1977
- Magyarország 1980
- Málta 1974
- Monaco 1976
- Montenegró 1983
- Németország 1980
- Norvégia 1980
- Olaszország 1966
- San Marino 1966
- Szerbia 1983
- Szlovákia 1979
- Szlovénia 1983
- Spanyolország (a Kanári-szigetek kivételével) 1974
- Svédország 1980
- Svájc 1981
- Tunézia 2005
- Vatikán 1966

## Lásd még
- Időzóna